# Arbeiterpartei
Arbeiterparteien sind politische Parteien, die den Anspruch erheben, die Interessen der Arbeiter zu vertreten. Sie sind damit der politische Teil der Arbeiterbewegung.

## Geschichte
Zusammenschlüsse von Arbeitern, um politische Interessen durchzusetzen, entstanden erstmals im Vormärz, als die Arbeiter aufgrund schlechter Sozial- und Arbeitsbedingungen begannen, ihre Interessen zu artikulieren und von denen des liberalen Bürgertums abzugrenzen. Diese ersten Zusammenschlüsse hießen zunächst Arbeitervereine. Um ihren Forderungen größeren Nachdruck zu verleihen, schlossen sich in Deutschland insbesondere während der Revolutionsjahre 1848 und 1849 zahlreiche Vereine zu größeren Sammlungsbewegungen, etwa dem Allgemeinen Deutschen Arbeiterverein (ADAV), zusammen. Solche Sammlungsbewegungen gelten heute als direkte Vorläufer der sozialistischen beziehungsweise sozialdemokratischen (Arbeiter-)Parteien. Im Jahr 1869 entstand die Deutsche Sozialdemokratische Arbeiterpartei. Der Tradition folgend setzten sich die Arbeiterparteien in erster Linie für eine Verbesserung der Arbeitsbedingungen und einer Lösung der „sozialen Frage“ ein.
International organisierten sich die Arbeiterparteien gemeinsam mit sozialistischen Parteien und einigen Gewerkschaften im Jahre 1889 in der Sozialistischen Internationale. 
Daneben gab es zahlreiche Bewegungen, die einen Umsturz und eine sozialistische Gesellschaftsordnung anstrebten. Dies führte dazu, dass auch innerhalb der Arbeiterparteien gemäßigte und radikale Flügel entstanden. Nach dem Ersten Weltkrieg trennten sich diese Flügel oft in sozialistische bzw. sozialdemokratische und kommunistische Parteien (vgl. etwa USPD und MSPD). 
Der Wandel des Selbstverständnisses einer Arbeiterpartei kann mit einer Änderung ihres Namens einhergehen. So hieß in Österreich die SPÖ, eine der beiden großen Parteien, bis 1934 Sozialdemokratische Arbeiterpartei (SDAP) und von 1945 bis 1991 Sozialistische Partei Österreichs, danach Sozialdemokratische Partei Österreichs. Obwohl seit den 1990er Jahren eine Tendenz zur bürgerlichen Mitte feststellbar ist, versteht sich die SPÖ aber nach wie vor als eine Arbeiterpartei.

## „Arbeiterparteien“ der politischen Rechten
Neben den erwähnten, politisch links stehenden Gruppierungen gab es auch im national-konservativen und faschistischen Lager Organisationen, die sich „Arbeiterpartei“ nannten. Beispiele sind in Deutschland die Deutsche Arbeiterpartei und die Nationalsozialistische Deutsche Arbeiterpartei sowie die Freiheitliche Deutsche Arbeiterpartei, in Österreich die Deutsche Arbeiterpartei (Österreich-Ungarn) sowie die Deutsche Nationalsozialistische Arbeiterpartei. Diese konnten zwar auch viele Arbeiter als Mitglieder gewinnen, hatten mit der zuvor beschriebenen Arbeiterbewegung jedoch nichts zu tun.